# Mỹ Đông (phường)
Mỹ Đông là một phường thuộc thành phố Phan Rang – Tháp Chàm, tỉnh Ninh Thuận, Việt Nam.

## Địa lý
Phường Mỹ Đông nằm ở phía đông nam thành phố Phan Rang – Tháp Chàm, có vị trí địa lý:
- Phía đông giáp phường Đông Hải
- Phía tây giáp phường Tấn Tài
- Phía nam giáp huyện Ninh Phước
- Phía bắc giáp phường Mỹ Hải.

Phường có diện tích 2,41 km², dân số năm 2019 là 12.263 người, mật độ dân số đạt 4.887 người/km².

## Lịch sử
Phường Mỹ Đông được thành lập vào ngày 25 tháng 12 năm 2001 trên cơ sở 252,2 ha diện tích tự nhiên và 11.389 người của xã Mỹ Hải.
Ngày 21 tháng 1 năm 2008, Chính phủ ban hành Nghị định 08/2008/NĐ-CP. Theo đó, điều chỉnh 11,2 ha diện tích tự nhiên và 1.262 người của phường Mỹ Đông về phường Mỹ Hải mới thành lập.
Sau khi điều chỉnh địa giới hành chính, phường Mỹ Đông còn lại 241 ha diện tích tự nhiên và 12.401 người.